# Mariano Comense
Mariano Comense – miejscowość i gmina we Włoszech, w regionie Lombardia, w prowincji Como.
Według danych na rok 2004 gminę zamieszkiwało 20 277 osób, gęstość zaludnienia to 1559,8 os./km².